# مشعره

تعديل مصدري - تعديل

مشعرة إحدى حارات مدينة العدين بمحافظة إب، بلغ تعداد سكانها 1121 نسمة حسب تعداد اليمن لعام 2004.